# ماساهیرو هیگاشیده
ماساهیرو هیگاشیده (ژاپنی: (東出 昌大؛ زادهٔ ۱ فوریهٔ ۱۹۸۸) هنرپیشه اهل ژاپن است. وی از سال ۲۰۰۴ میلادی تاکنون مشغول فعالیت بوده‌است.
از فیلم‌هایی که وی در آن نقش داشته است، می‌توان به مسئله کیریشیما اشاره کرد.
او در سریال نوش جان در نقش "یوتارو میشیکادو" در مقابل آنه واتانابه به ایفای نقش پرداخته است.
ماساهیرو هیگاشیده بایگر و مدل ژاپنی در 1 فورییه ۱۹۸۸ در استان سایتاما ژاپن متولد شد.
وی در سال ۲۰۱۲ به عنوان بازیگر در فیلم The kirishima thing (اولین بار) با ژانر درام به ایفای نقش پرداخت.
هیگاشاید به عنوان مدل در نوزدهمین دوره تست شنوایی بدون انحصاری مردان و بدون دخالت در دبیرستان حضور یافته است.
این مدل و بازیگر ژاپنی پس از فارغ التحصیلی از دبیرستان، قصد داشت طراح طلا و جواهر شود به همین خاطر به تحصیل در مدرسه جواهرات پزداخته بود. او از سال ۲۰۰۶ تا ۲۰۱۱ به عنوان مدل در شوی لباس «یوجی یاماتا» فعالیت می‌کرد. ماساهیرو هیگاشاید در سال ۲۰۱۲ با حضور در فیلمی با نام اولین بار  که درباره دبیرستانی ژاپنی بود، وارد عرصه بازیگری شد.
ماساهیرو در سال ۲۰۱۵ با آنه واتانابه، بازیگر نقش مقابل او در سریال نوش جان ازدواج کرد. آنها صاحب سه فرزند هستند. آنه واتانابه در ۱ اوت ۲۰۲۰ به دلیل خیانت هیگاشیده از او جدا شد.

## فیلم شناسی
نوش جان ازدواج کرد. آنها صاحب سه فرزند هستند. آنه واتانابه در ۱ اوت ۲۰۲۰ به دلیل خیانت هیگاشیده از او جدا شد.

### فیلم
ماساهیرو هیگاشیده بایگر و مدل ژاپنی در 1 فورییه ۱۹۸۸ در استان سایتاما ژاپن متولد شد.
وی در سال ۲۰۱۲ به عنوان بازیگر در فیلم The kirishima thing (اولین بار) با ژانر درام به ایفای نقش پرداخت.
هیگاشاید به عنوان مدل در نوزدهمین دوره تست شنوایی بدون انحصاری مردان و بدون دخالت در دبیرستان حضور یافته است.
این مدل و بازیگر ژاپنی پس از فارغ التحصیلی از دبیرستان، قصد داشت طراح طلا و جواهر شود به همین خاطر به تحصیل در مدرسه جواهرات پزداخته بود. او از سال ۲۰۰۶ تا ۲۰۱۱ به عنوان مدل در شوی لباس «یوجی یاماتا» فعالیت می‌کرد. ماساهیرو هیگاشاید در سال ۲۰۱۲ با حضور در فیلمی با نام اولین بار  که درباره دبیرستانی ژاپنی بود، وارد عرصه بازیگری شد.
ماساهیرو در سال ۲۰۱۵ با آنه واتانابه، بازیگر نقش مقابل او در سریال نوش جان ازدواج کرد. آنها صاحب سه فرزند هستند. آنه واتانابه در ۱ اوت ۲۰۲۰ به دلیل خیانت هیگاشیده از او جدا شد.

ماساهیرو هیگاشیده بایگر و مدل ژاپنی در 1 فورییه ۱۹۸۸ در استان سایتاما ژاپن متولد شد.
وی در سال ۲۰۱۲ به عنوان بازیگر در فیلم The kirishima thing (اولین بار) با ژانر درام به ایفای نقش پرداخت.
هیگاشاید به عنوان مدل در نوزدهمین دوره تست شنوایی بدون انحصاری مردان و بدون دخالت در دبیرستان حضور یافته است.
این مدل و بازیگر ژاپنی پس از فارغ التحصیلی از دبیرستان، قصد داشت طراح طلا و جواهر شود به همین خاطر به تحصیل در مدرسه جواهرات پزداخته بود. او از سال ۲۰۰۶ تا ۲۰۱۱ به عنوان مدل در شوی لباس «یوجی یاماتا» فعالیت می‌کرد. ماساهیرو هیگاشاید در سال ۲۰۱۲ با حضور در فیلمی با نام اولین بار  که درباره دبیرستانی ژاپنی بود، وارد عرصه بازیگری شد.
ماساهیرو در سال ۲۰۱۵ با آنه واتانابه، بازیگر نقش مقابل او در سریال نوش جان ازدواج کرد. آنها صاحب سه فرزند هستند. آنه واتانابه در ۱ اوت ۲۰۲۰ به دلیل خیانت هیگاشیده از او جدا شد.

ماساهیرو هیگاشیده بایگر و مدل ژاپنی در 1 فورییه ۱۹۸۸ در استان سایتاما ژاپن متولد شد.
وی در سال ۲۰۱۲ به عنوان بازیگر در فیلم The kirishima thing (اولین بار) با ژانر درام به ایفای نقش پرداخت.
هیگاشاید به عنوان مدل در نوزدهمین دوره تست شنوایی بدون انحصاری مردان و بدون دخالت در دبیرستان حضور یافته است.
این مدل و بازیگر ژاپنی پس از فارغ التحصیلی از دبیرستان، قصد داشت طراح طلا و جواهر شود به همین خاطر به تحصیل در مدرسه جواهرات پزداخته بود. او از سال ۲۰۰۶ تا ۲۰۱۱ به عنوان مدل در شوی لباس «یوجی یاماتا» فعالیت می‌کرد. ماساهیرو هیگاشاید در سال ۲۰۱۲ با حضور در فیلمی با نام اولین بار  که درباره دبیرستانی ژاپنی بود، وارد عرصه بازیگری شد.
ماساهیرو در سال ۲۰۱۵ با آنه واتانابه، بازیگر نقش مقابل او در سریال نوش جان ازدواج کرد. آنها صاحب سه فرزند هستند. آنه واتانابه در ۱ اوت ۲۰۲۰ به دلیل خیانت هیگاشیده از او جدا شد.

ماساهیرو هیگاشیده بایگر و مدل ژاپنی در 1 فورییه ۱۹۸۸ در استان سایتاما ژاپن متولد شد.
وی در سال ۲۰۱۲ به عنوان بازیگر در فیلم The kirishima thing (اولین بار) با ژانر درام به ایفای نقش پرداخت.
هیگاشاید به عنوان مدل در نوزدهمین دوره تست شنوایی بدون انحصاری مردان و بدون دخالت در دبیرستان حضور یافته است.
این مدل و بازیگر ژاپنی پس از فارغ التحصیلی از دبیرستان، قصد داشت طراح طلا و جواهر شود به همین خاطر به تحصیل در مدرسه جواهرات پزداخته بود. او از سال ۲۰۰۶ تا ۲۰۱۱ به عنوان مدل در شوی لباس «یوجی یاماتا» فعالیت می‌کرد. ماساهیرو هیگاشاید در سال ۲۰۱۲ با حضور در فیلمی با نام اولین بار  که درباره دبیرستانی ژاپنی بود، وارد عرصه بازیگری شد.
ماساهیرو در سال ۲۰۱۵ با آنه واتانابه، بازیگر نقش مقابل او در سریال نوش جان ازدواج کرد. آنها صاحب سه فرزند هستند. آنه واتانابه در ۱ اوت ۲۰۲۰ به دلیل خیانت هیگاشیده از او جدا شد.

ماساهیرو هیگاشیده بایگر و مدل ژاپنی در 1 فورییه ۱۹۸۸ در استان سایتاما ژاپن متولد شد.
وی در سال ۲۰۱۲ به عنوان بازیگر در فیلم The kirishima thing (اولین بار) با ژانر درام به ایفای نقش پرداخت.
هیگاشاید به عنوان مدل در نوزدهمین دوره تست شنوایی بدون انحصاری مردان و بدون دخالت در دبیرستان حضور یافته است.
این مدل و بازیگر ژاپنی پس از فارغ التحصیلی از دبیرستان، قصد داشت طراح طلا و جواهر شود به همین خاطر به تحصیل در مدرسه جواهرات پزداخته بود. او از سال ۲۰۰۶ تا ۲۰۱۱ به عنوان مدل در شوی لباس «یوجی یاماتا» فعالیت می‌کرد. ماساهیرو هیگاشاید در سال ۲۰۱۲ با حضور در فیلمی با نام اولین بار  که درباره دبیرستانی ژاپنی بود، وارد عرصه بازیگری شد.
ماساهیرو در سال ۲۰۱۵ با آنه واتانابه، بازیگر نقش مقابل او در سریال نوش جان ازدواج کرد. آنها صاحب سه فرزند هستند. آنه واتانابه در ۱ اوت ۲۰۲۰ به دلیل خیانت هیگاشیده از او جدا شد.

| سال  | نام                       | نقش           |
| ---- | ------------------------- | ------------- |
| ۲۰۱۲ | مسئله کیریشیما            | هیروکی کیکوچی |
| ۲۰۱۶ | فردای من، دیروز تو        | شوایچی اوئیام |
| ۲۰۱۷ | پیش از این که ناپدید شویم | پاستور        |
| ۲۰۱۸ | آساکو I و II              | باکو و ریوهه  |

## سریال
| سال  | نام     | نقش             |
| ۲۰۱۳ | نوش جان | یوتارو نیشیکادو |
| ---- | ------- | --------------- |

- مشارکت‌کنندگان ویکی‌پدیا. «Masahiro Higashide». در دانشنامهٔ ویکی‌پدیای انگلیسی، بازبینی‌شده در ۲ سپتامبر ۲۰۱۶.